# Zupa z płetwy rekina

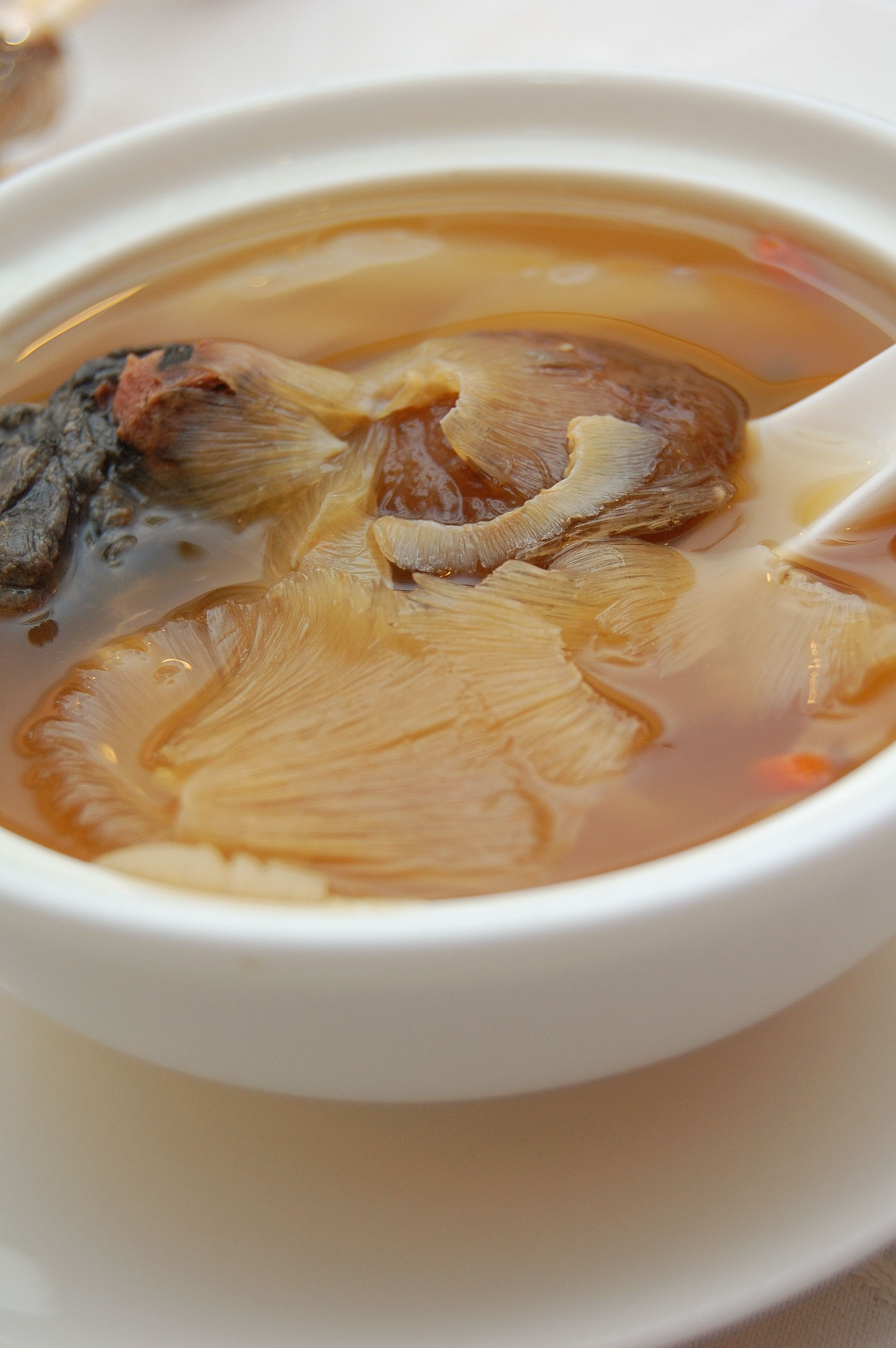
Zupa z płetwy rekina

Zupa z płetwy rekina (chiń.: 魚翅湯) - słynne danie kuchni chińskiej, ze względu na wysoką cenę, serwowane zazwyczaj podczas wystawnych bankietów i przyjęć weselnych. W przeciwieństwie do innych zup chińskich, podawanych zazwyczaj na zakończenie posiłku, zupa z płetwy rekina otwiera bankiet, gdyż uważa się, że pobudza apetyt. Podobnie jak zupa z  jaskółczych gniazd jest ceniona bardziej ze względu na konsystencję niż na smak., który niektórzy oceniają jako nijaki. Przed wykorzystaniem suszona płetwa rekina wymaga wielogodzinnej obróbki, polegającej na naprzemiennym moczeniu w gorącej wodzie i gotowaniu w wywarze z imbiru, cebuli i wina ryżowego.

## Kontrowersje

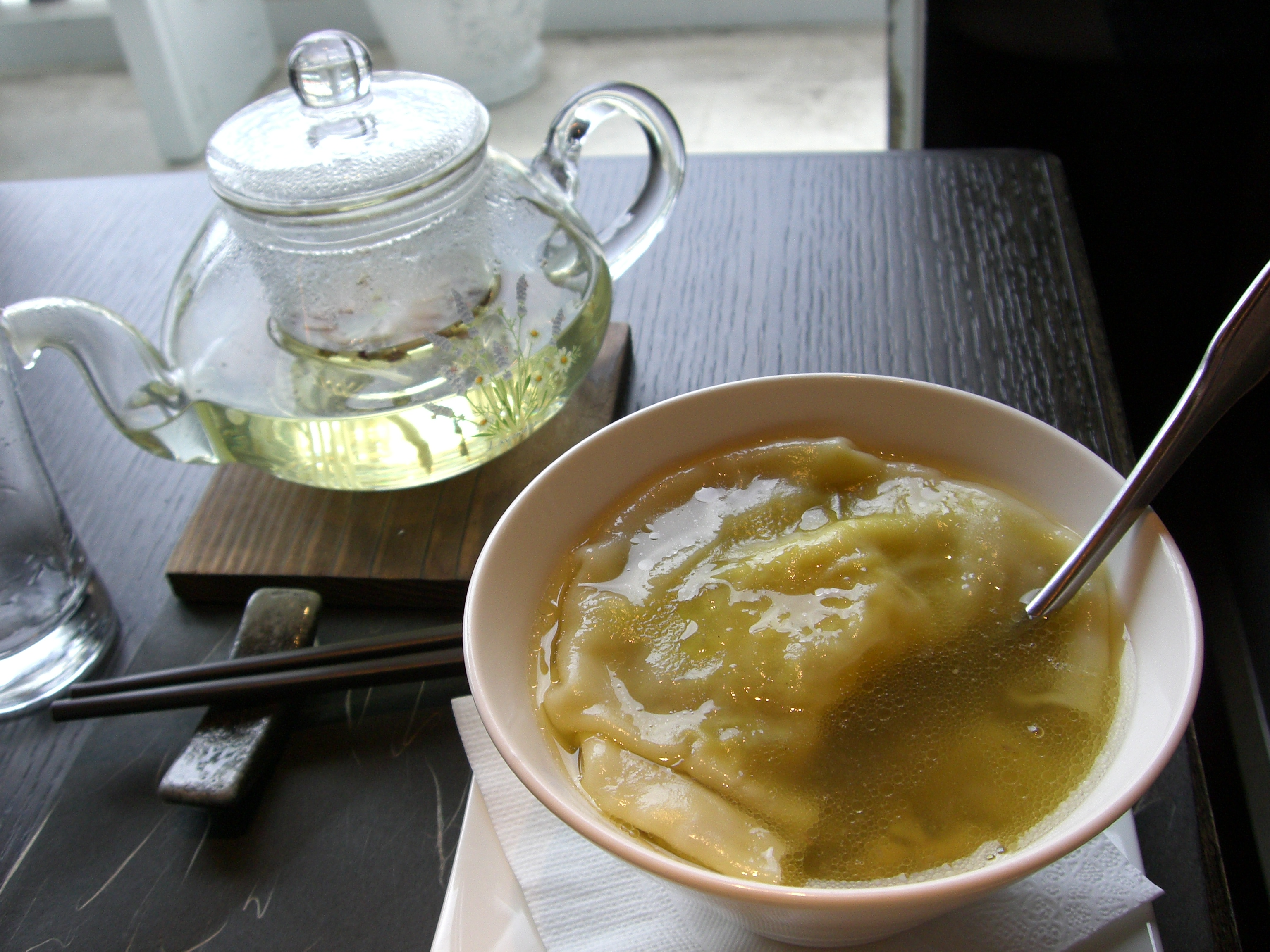
Zupa z płetwy rekina, mimo etycznych kontrowersji istniejących wokół tego dania, wciąż jest jedzona w wielu miejscach na świecie. Podaje się ją również w niektórych restauracjach.

W przeciwieństwie do płetw, mięso rekina nie cieszy się popularnością, więc najczęściej rekiny, po obcięciu im płetw (ang. finning) wyrzuca się jeszcze żywe do morza. Proceder ten od lat wywołuje protesty organizacji ekologicznych, co jednakże nie wpłynęło na ograniczenie konsumpcji.